# Mel Blanc

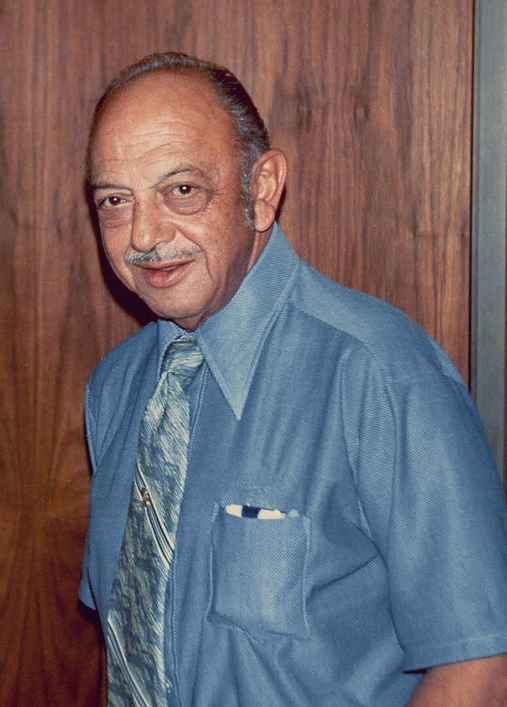
Mel Blanc
(Foto: Alan Light, 1976)

Melvin Jerome "Mel" Blanc (* 30. Mai 1908 in San Francisco, Kalifornien; † 10. Juli 1989 in Los Angeles, Kalifornien) war ein US-amerikanischer Hörspiel- und Synchronsprecher sowohl in Radioprogrammen als auch in vielen Zeichentrickfilmen, überwiegend für Filme von Warner Bros. und Hanna-Barbera.

## Leben

### Frühe Jahre und Radioarbeit
Der in San Francisco, Kalifornien, als Sohn jüdischer Eltern geborene Blanc schrieb sich ursprünglich „Blank“. Nach dem Besuch der Lincoln High School in Portland, Oregon, änderte er mit 16 Jahren seinen Namen in „Blanc“.
Blanc arbeitete als Sprecher in Radiohörspielen, als seine Fähigkeit, die von ihm gesprochenen Rollen mit unterschiedlichen Stimmen zu interpretieren, Aufmerksamkeit erlangte. Als Stammsprecher in der Jack Benny Show verkörperte Blanc zahlreiche Figuren, inklusive Bennys Auto, die Geigenlehrerin Professor LeBlanc, den Papagei Polly und Jack Bennys Haustier, den Eisbären Carmichael.
Blancs Erfolg in der Jack Benny Show führte zu einer eigenen Radiosendung, The Mel Blanc Show, beim Sender CBS, die vom 3. September 1946 bis zum 24. Juni 1947 lief. Dabei spielte Blanc einen erfolglosen Besitzer eines Reparaturladens und wurde dabei unterstützt von einer Reihe weiterer komischer Figuren, die von Mary Jane Croft, Joseph Kearns, Hans Conried, Alan Reed, Earle Ross, Jim Backus und Bea Benaderet gesprochen wurden.
Zusätzlich trat Blanc noch in weiteren Radiosendungen auf, so in The Abbott and Costello Show, als Happy Postman in der Burns and Allen-Sendung, als August Moon in Point Sublime oder als Sad Sack in der Sendung G. I. Journal. Und auch in der späteren Jack Benny-Fernsehshow sprach er verschiedene kleinere Figuren. In Bennys Radio- und Fernsehshow wurde die Figur Sy, the little Mexican Blancs bekanntester. Er brauchte nur dessen „si…Sy…sew…Sue“ anzusetzen und das Publikum brach in Gelächter aus (die Radiosendungen wurden live vor Publikum produziert).
Eine weitere berühmte Rolle in der Benny-Show war der Bahnsteigansager des Union Train Depot, der immer wieder die Abfahrt des Zuges von Train leaving on Track Five for Anaheim and Cucamonga verkündete, mit einer prägnanten Pause zwischen Cuc… und …amonga, die sich über Minuten hinziehen konnte.
Für seine Radioarbeit erhielt Mel Blanc einen Stern bei der Adresse 6385 Hollywood Blvd. auf dem Hollywood Walk of Fame.

### Zeichentrickstimmen in Hollywood
1936 schloss sich Blanc den Leon-Schlesinger-Studios an, einem Unternehmen von Warner Brothers, das Zeichentrickfilme produzierte.
Hier wurde er bald ein gefragter Sprecher für zahlreiche Figuren wie Yosemite Sam, Foghorn Leghorn, Tweety, Porky Pig oder Daffy Duck. Mit seiner natürlichen Stimme sprach er auch den Kater Sylvester, der den kleinen Vogel Tweety immer wieder fangen will. Der karottenkauende Hase Bugs Bunny wurde aber seine bekannteste Figur, obwohl Blanc Karotten nicht ausstehen konnte, wie er in seiner Autobiografie bemerkte.
Von 1943 bis 1945 hat Blanc außerdem in sieben Cartoonfilmen Adolf Hitler seine Stimme geliehen.

### Stimmentalent für Hanna-Barbera
In den frühen 1960er Jahren wechselte Blanc zum Hanna-Barbera-Studio und setzte seine Arbeit mit Barney Geröllheimer aus der „Familie Feuerstein“ (The Flintstones) fort und ergänzte sie um den Mr. Spacely aus der Serie „Die Jetsons“.
Die eigentlichen Hauptsprecher für Hanna-Barbera waren zu der Zeit Daws Butler und Don Messick, und Blanc war für das Studio ein Newcomer. Nachdem aber die Warner-Brothers-Cartoons der 1930er und 1940er Jahre alle auch im Fernsehen ausgestrahlt wurden und gegen die nur für das Fernsehen produzierten von Hanna-Barbera antraten, wurden Mel Blancs Talente auch hier bald als sehr wertvoll erachtet.
Am 24. Januar 1961 erlitt Blanc einen beinahe tödlichen Autounfall am Sunset Boulevard in Hollywood, der ihn mit doppeltem Beinbruch, Beckenverletzungen und einem dreifachen Schädelbruch mit einem Koma für mehrere Wochen ans Bett fesselte. Aus den ganzen USA erreichten ihn über 15.000 Genesungswünsche, die oft nur an Bugs Bunny, Hollywood, USA adressiert waren. Eine Zeitung hatte sogar fälschlich verkündet, er sei gestorben. In einem Radiointerview sagte Blanc später, man hätte ihm erzählt, er sei aus dem Koma erwacht, weil der behandelnde Arzt ihn angesprochen hätte mit „Wie geht’s denn heute, Bugs Bunny“ und er darauf mit der Bugs Bunny-Stimme geantwortet hätte. So hätte ihm eigentlich Bugs Bunny das Leben gerettet. Blanc verklagte die Stadt Los Angeles auf 150.000 Dollar Schadensersatz wegen mangelhafter Straßenverhältnisse und bewirkte damit, dass die Stadt endlich mehr Geld für den Straßenausbau bewilligte.
Nachdem er bei den Flintstones kurzzeitig von einem Kollegen als Sprecher ersetzt wurde, kamen die Produzenten der Serie auf die Idee, die Tonaufzeichnung einfach in sein Haus zu verlegen, und Blanc sprach dann Barney vom Krankenbett aus ein. Für die Weihnachtssendung 1961 der Jack Benny Show machte sich Blanc dann schon mit Krücken und im Rollstuhl auf den Weg zur Aufzeichnung.
In den späten 1960er Jahren startete auch Warner Brothers seine erste rein für das Fernsehen produzierte Cartoon-Serie mit Abenteuern von Daffy Duck, Speedy Gonzales, Tweety und Sylvester, die alle von Mel Blanc vertont wurden.

### Späte Karriere und Tod
Im Jahr 1977 war Blanc einer von Hunderten Kandidaten für die Sprechrolle des C-3PO für George Lucas’ Science-Fiction-Film „Star Wars“. Er schlug Lucas jedoch vor, statt eines neuen Sprechers den Darsteller von C-3PO, Anthony Daniels, selbst sprechen zu lassen, was Lucas dann auch tat.
Für zwei Staffeln lieh Blanc dann die Stimme dem kleinen Roboter Twiki in der Science-Fiction-Serie „Buck Rogers“ (Buck Rogers in the 25th Century, 1979), und als letzte neue Arbeit lieferte er die Stimme des Zeichentrickkaters „Heathcliff“ (1980), die ein klein wenig an Bugs Bunny erinnerte. Blanc setzte seine Arbeit an den berühmten alten Figuren fort, ließ aber zunehmend die schrillen Stimmen, wie Yosemite Sam, Foghorn Leghorn oder den Tasmanian Devil, an andere Sprecher übergehen, da sie seine eigene Stimme nun zu sehr belasteten. Eine seiner letzten Arbeiten erfolgte für die Kinoversion der Familie Jetson, „Jetsons – Der Film“ (1990).
Blancs Tod nach einer Herz-Kreislauf-Erkrankung wurde in der Filmindustrie sehr betrauert. Kein anderer Sprecher hat so vielen Figuren seine Stimme mit so unterschiedlichem Ausdruck geliehen, und bislang hat es niemand geschafft, diese stimmliche Vielfalt zu ersetzen. Teilweise kamen die unterschiedlichen Stimmen durch den Einsatz der Technik zustande, so zum Beispiel die Daffy-Duck-Stimme, die die gleiche wie für den Kater Sylvester war, nur etwas schneller abgespielt. Später konnte Blanc auf technische Unterstützung sogar verzichten und lieferte diese schnellen Stimmen live ab.

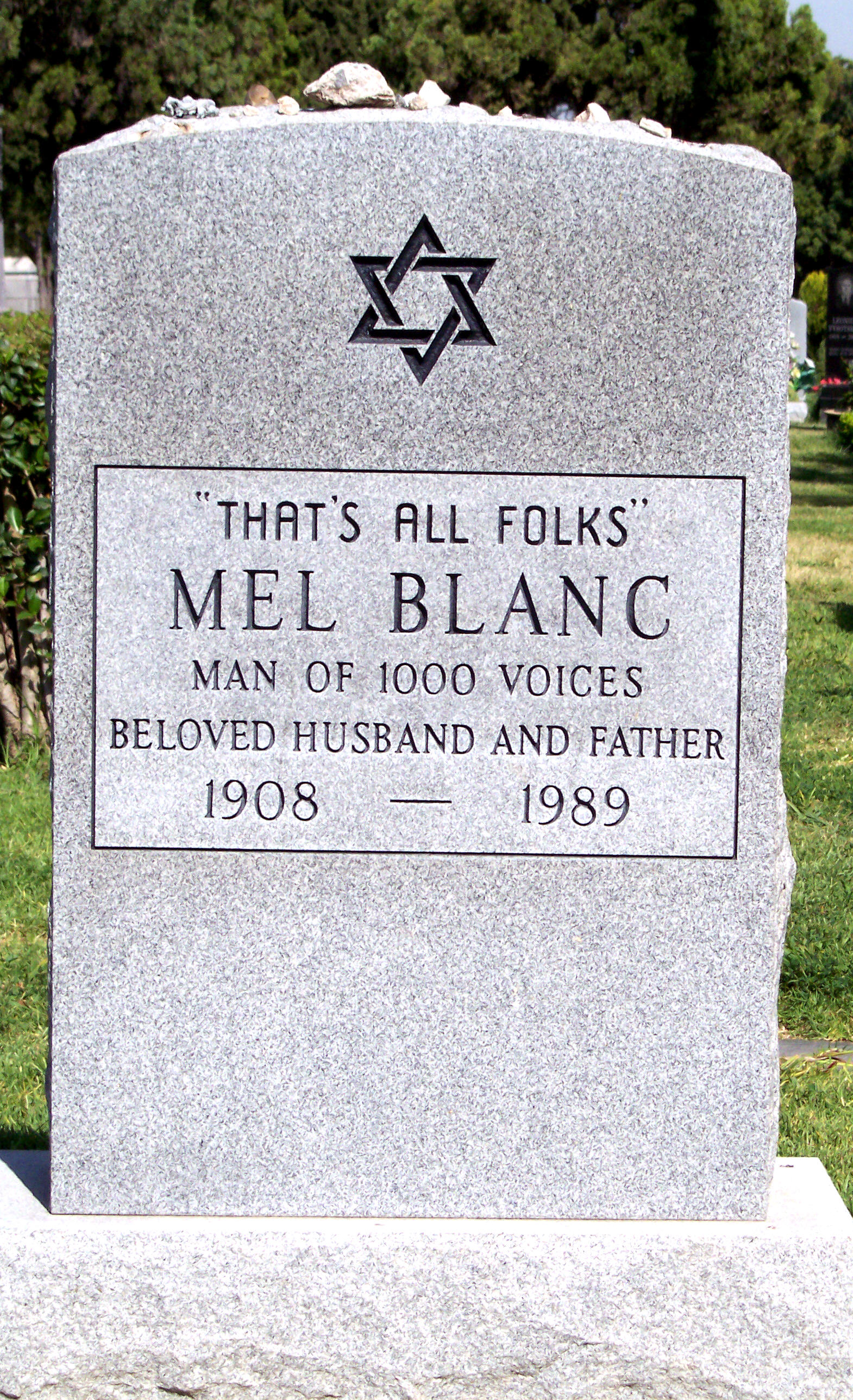
Grab Mel Blancs auf dem Hollywood Forever Cemetery

Auch nach Blancs Tod wurde dessen Stimme noch eingesetzt, so in dem Familie-Feuerstein-Kinofilm 1994, in dem sein Geknurre von Haustier Dino verwendet wurde, das er für die Zeichentrickserie gesprochen hatte. Dafür handelte sich aber die Filmfirma eine Klage wegen unerlaubter Verwendung und Nichtberücksichtigung in den Credits ein.
Mel Blanc ist auf dem „Hollywood Forever Cemetery“ begraben. Sein Grabstein enthält, wie in seinem Testament verlangt, die Inschrift THAT’S ALL FOLKS.
Auch Blancs Sohn Noel ist in seine Fußstapfen als Sprecher getreten und hat mittlerweile auch einige Bugs-Bunny-Cartoons vertont.

## Figuren, die Mel Blanc gesprochen hat
1. Schweinchen Dick (1937, übernommen von Joe Dougherty)
2. Daffy Duck (1937)
3. Happy Rabbit (Bugs-Bunny-Vorläufer) (1938)
4. Bugs Bunny (1940)
5. Woody Woodpecker (1940)
6. Tweety (1942)
7. The Hep Cat (Sylvester-Vorläufer) (1942)
8. Private Snafu (zahlreiche Cartoons zum Zweiten Weltkrieg, 1943)
9. Yosemite Sam (1945) (Film: Hare Trigger)
10. Pepé Le Pew (1945)
11. Sylvester (1945, in einigen Filmen Thomas genannt)
12. Foghorn Leghorn (1946)
13. Henery Hawk (1946)
14. Charlie Dog (1947)
15. Mac (von Mac & Tosh, 1947)
16. K-9 (Sidekick von Marvin the Martian, 1948)
17. Marvin der Marsmensch (1948)
18. Road Runner (1949)
19. Bruno the Bear (1951)
20. Wile E. Coyote (stumm bis 1952, erstmals gesprochen in Operation: Rabbit)
21. Speedy Gonzalez (1953)
22. Taz (1954)
23. Elmer Fudd (1959, nach dem Tod von Arthur Q. Bryan)
24. Barney Rubble (1960)
25. Dino (1960, Fred Feuersteins Haustier)
26. Cosmo G. Spacely (1962, in Die Jetsons)
27. Hardy Har Har (1962–1964 in Lippy the Lion and Hardy Har Har)
28. Secret Squirrel (1965–1966)
29. Bubba McCoy (in Where’s Huddles?)
30. Chug-a-Boom/The Ant Hill Mob/The Bully Brothers (in The Perils of Penelope Pitstop, 1969)
31. Officer Short-Shrift/The Dodecahedron/The Demon Of Insincerity (in The Phantom Tollbooth, 1970)
32. Speed Buggy (1973)
33. Captain Caveman (1977)
34. Twiki (in Buck Rogers in the 25th Century, 1979)
35. Heathcliff (1980)
36. Mr. McKenzie (in Strange Brew, 1983)

## Soziales Engagement und Mitgliedschaften
- Mitglied im United Jewish Welfare Fund
- Mel Blanc war ein Mitglied im Bund der Freimaurer. Er engagierte sich bei den Shriners insbesondere für die kostenlose medizinische Versorgung von Kindern, so unter anderem das Shrine Hospital Children’s Burn Center.[1]

## Sonstiges
- 1971 spielte Mel Blanc sich selbst in einem Werbeclip für American Express

- Als der Moderator Peter Tomarken in der Gameshow Press Your Luck für die Quizfrage „Welche Zeichentrickfigur verwendete den Begriff ‚sufferin’ succotash‘?“, die falsche Lösung (Daffy Duck) angab, rief ihn Mel Blanc mit seiner Stimme vom Kater Sylvester in der Sendung an und erklärte, dass Sylvester es gewesen sei und lieferte auch noch die Stimmen von Speedy Gonzales und Porky Pig (Schweinchen Dick) dazu. Tomarken entschuldigte sich, und die Kandidaten, die es alle nicht erraten hatten, durften in einer weiteren Sendung erneut antreten.